# Phytosus andalusiaensis
Phytosus andalusiaensis är en skalbaggsart som beskrevs av Haghebaert 1993. Phytosus andalusiaensis ingår i släktet Phytosus och familjen kortvingar. Inga underarter finns listade i Catalogue of Life.